# Automobiles Gonfaronnaises Sportives
Automobiles Gonfaronnaises Sportives (conocida como AGS y Gonfaron Sports Cars) fue una pequeña escudería francesa de Fórmula 1 creada en Gonfaron (40 km al norte de Toulon), por el piloto aficionado Henri Julien en 1969.

## Historia
Henri Julien era propietario de una estación de servicio en la región de Var y durante los años 50 había participado en algunas carreras como piloto aficionado. En 1969 decidió crear un pequeño taller para preparar coches de carreras.
En 1970 comenzó a preparar sus propios automóviles, el JH1 diseñado por Christian Vanderpleyn era un monoplaza para la Fórmula Francia (denominada desde 1971 como Renault). En 1972 comienza a fabricar F3, el JH5 un monocasco con motor Nova para Francois Berthelot. El éxito de sus modelos sobre todo los de Fórmula Renault le lleva en 1978 a construir su primer F2 que obtiene muy buenos resultados como las victorias de Richard Dallest en los circuitos de Pau y Zandvoort en 1980.

### Temporada 1986
En 1984 la F2 pasa a ser la F3000, categoría sin embargo mucho más cara que la extinta F2 e incluso que la propia F1, por lo que Julien decide dar el salto a la categoría reina. Christian Vanderpleyn diseña el primer F1 y se construye de forma artesanal (con solo 7 mecánicos) en un pequeño hangar el JH21, equipado con un motor turbo V6, Motori Moderni. Con ayuda de Michel Costa, se prepara el modelo JH21C para participar en el GP de Italia, que Ivan Capelli consigue calificar y no termina la carrera por un pinchazo. También se califica al GP de Portugal en Estoril aunque rompe la transmisión en la 6.ª vuelta. Renuncian a participar en las dos últimas carreras en América y se concentran en la construcción del modelo de la siguiente temporada viendo los esperanzadores resultados de 1986.

### Temporada 1987
Se prepara la primera temporada completa de la escudería, Vanderpleyn y Costa diseñan el nuevo JH22, una evolución del anterior modelo pero adaptado a un motor atmosférico Ford Cosworth DFZ, igualmente se cambia al proveedor de neumáticos americano Goodyear y se ficha al subcampeón de la fórmula 3000 el piloto francés Pascal Fabre, que ya había corrido para el equipo de fórmula 2 de AGS en 1982. El modesto equipo francés consiguió clasificarse en la mayoría de las carreras (excepto Italia, Portugal y México) y la gran fiabilidad del AGS (acabó 10 de sus 13 participaciones) dio sus frutos al final de la temporada obteniendo Roberto Moreno (que sustituía a Fabre), el primer punto por su 6.º puesto en GP de Australia, el último de la temporada.

### Temporada 1988

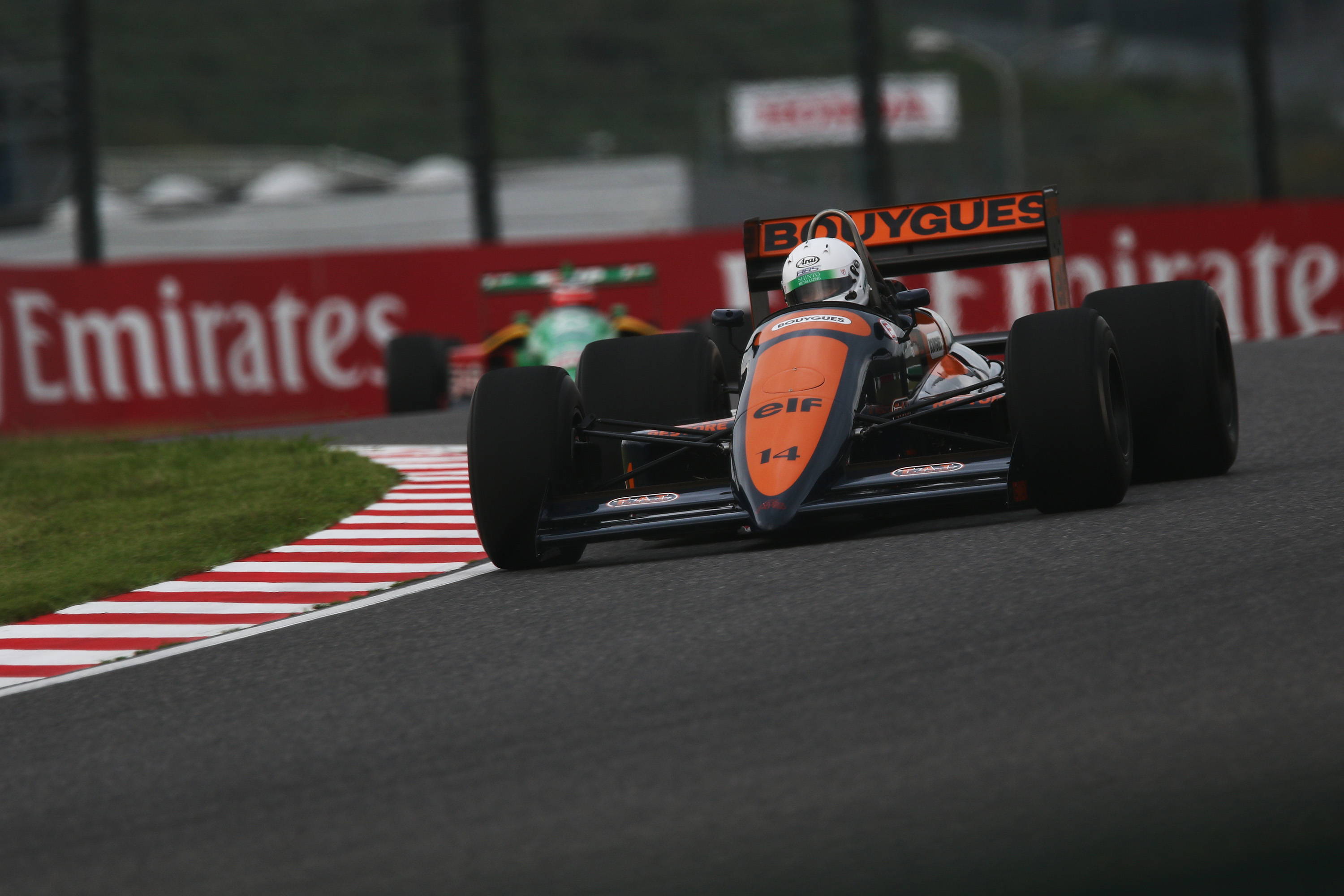
AGS JH23 con el que Streiff compitió la temporada 88.

Los buenos resultados hace que Julien encuentre un fuerte patrocinador, el grupo industrial Bouygues. Esto permite diseñar un plan más ambicioso. Se construye un modelo totalmente nuevo, el JH23 con chasis de carbono y Kevlar, se aumenta la plantilla de la escudería incorporando nuevos ingenieros y técnicos, y se ficha al piloto de Tyrrell, Philippe Streiff. Sin embargo la temporada resulta un fiasco, el JH23 es mucho menos fiable que su antecesor, y aunque es mucho más rápido y califica más alto en la parrilla, consigue acabar solo 6 carreras de las 16. Su mejor resultado es un 8.º puesto en Japón, y el equipo acaba la temporada sin obtener ningún punto, lo que hace que AGS deba entrar la siguiente temporada en las temidas precalificaciones.

### Temporada 1989
La situación financiera se vuelve delicada cuando se pierde el patrocinador principal. Julien se ve obligado a vender su parte de la escudería a Cyril De Rouvre, permaneciendo sin embargo como director general. Solo se tiene como patrocinador a la empresa de electricidad Faure y para obtener dinero De Rouvre decide construir un segundo monoplaza para un piloto de pago, en este caso Joachim Winkelhock, que trae al patrocinador Liqui Molly. La fatalidad se une a la situación económica cuando Philippe Streiff tiene un gravísimo accidente en los entrenamientos libres del Gran Premio de Brasil, por el cual tuvo que estar hospitalizado tres años y perdió la movilidad de ambas piernas por una tetraplejia, lo que le hace permanecer en una silla de ruedas. Streiff es sustituido por Gabriele Tarquini que había perdido su volante en el equipo Coloni. Al principio de temporada el JH23B resulta ser un monoplaza rápido aunque poco fiable como su antecesor, y de las 3 carreras que termina Tarquini, acaba 8.º en Ímola, 6.º en México (obteniendo el 2.º punto del equipo) y 7.º en Phoenix. Sin embargo Winkelhock no logra precalificar el AGS en ninguna carrera. La falta de desarrollo y el diseño defectuoso del nuevo JH24 en la 2.ª parte de la temporada hace que resulte desoladora, ni Tarquini, ni el sustituto de Winkelhock, Yannick Dalmas, consiguen precalificarse en ninguna carrera.

### Temporada 1990
El equipo se reestructura con la llegada del patrocinador Ted Lapidus. Michel Costa vuelve como jefe de diseño y entra Hughes de Chaunac como director deportivo, en el departamento de desarrollo entra Claude Rouelle. Se construye la factoría cercana al circuito "Le Luc" y se diseña el nuevo JH25. Las disensiones comienzan en la escudería cuando de Chaunac deja el equipo al cabo de dos meses. Aunque mejor que su antecesor, el JH25 logra clasificarse en algunas carreras pero los resultados siguen siendo pobres, y solo Dalmas consigue un 9.º puesto en el GP de España en Jerez de las únicas 4 carreras terminadas por ambos pilotos.

### Temporada 1991
A pesar de que Tarquini consigue un 8.º con el JH25 en el GP de Estados Unidos con el que comienza la temporada, los problemas económicos son agobiantes por el abandono del patrocinador. El JH26 de Costa no llega a construirse y de Rouvre vende la escudería a Patricio Cantu y Gabriele Raffanelli. El JH25B tampoco consigue clasificarse en ninguna carrera y el nuevo diseño el JH27 de Mario Tolentino resulta igual de lento. Ni Stefan Johansson, ni Fabrizio Barbazza, ni Olivier Grouillard consiguen calificar. AGS abandona la Fórmula 1 al final de temporada pues no puede mantener los gastos del equipo.
Actualmente AGS es una empresa que se dedica en sus instalaciones del "Circuito Le Luc" a la formación de pilotos y al alquiler de monoplazas para ejecutivos y particulares.

## Resultados

### Fórmula 1
(Clave) (negrita indica pole position) (cursiva indica vuelta rápida)

| Año     | Chasis     | Motor                          | Neu. | N.º | Pilotos            | 1    | 2    | 3    | 4    | 5    | 6    | 7    | 8    | 9    | 10   | 11   | 12   | 13   | 14   | 15   | 16   | Puntos | Pos. |
| ------- | ---------- | ------------------------------ | ---- | --- | ------------------ | ---- | ---- | ---- | ---- | ---- | ---- | ---- | ---- | ---- | ---- | ---- | ---- | ---- | ---- | ---- | ---- | ------ | ---- |
| 1986    | JH21C      | Motori Moderni 615-90 1.5 V6 t | P    |     |                    | BRA  | ESP  | SMR  | MON  | BEL  | CAN  | USE  | FRA  | GBR  | GER  | HUN  | AUT  | ITA  | POR  | MEX  | AUS  | 0      | NC   |
| 1986    | JH21C      | Motori Moderni 615-90 1.5 V6 t | P    | 31  | Ivan Capelli       |      |      |      |      |      |      |      |      |      |      |      |      | Ret  | Ret  |      |      | 0      | NC   |
| 1987    | JH22       | Ford Cosworth DFZ 3.5 V8       | G    |     |                    | BRA  | SMR  | BEL  | MON  | USE  | FRA  | GBR  | GER  | HUN  | AUT  | ITA  | POR  | ESP  | MEX  | JPN  | AUS  | 1      | 12.º |
| 1987    | JH22       | Ford Cosworth DFZ 3.5 V8       | G    | 14  | Pascal Fabre       | 12   | 13   | 10   | 13   | 12   | 9    | 9    | Ret  | 13   | NC   | DNQ  | DNQ  | Ret  | DNQ  |      |      | 1      | 12.º |
| 1987    | JH22       | Ford Cosworth DFZ 3.5 V8       | G    | 14  | Roberto Moreno     |      |      |      |      |      |      |      |      |      |      |      |      |      |      | Ret  | 6    | 1      | 12.º |
| 1988    | JH23       | Ford Cosworth DFZ 3.5 V8       | G    |     |                    | BRA  | SMR  | MON  | MEX  | CAN  | USE  | FRA  | GBR  | GER  | HUN  | BEL  | ITA  | POR  | ESP  | JPN  | AUS  | 0      | NC   |
| 1988    | JH23       | Ford Cosworth DFZ 3.5 V8       | G    | 14  | Philippe Streiff   | Ret  | 10   | Ret  | 12   | Ret  | Ret  | Ret  | Ret  | Ret  | Ret  | 10   | Ret  | 9    | Ret  | 8    | 11   | 0      | NC   |
| 1989    | JH23B JH24 | Ford Cosworth DFR 3.5 V8       | G    |     |                    | BRA  | SMR  | MON  | MEX  | USA  | CAN  | FRA  | GBR  | GER  | HUN  | BEL  | ITA  | POR  | ESP  | JPN  | AUS  | 1      | 15.º |
| 1989    | JH23B JH24 | Ford Cosworth DFR 3.5 V8       | G    | 40  | Philippe Streiff   | WD   |      |      |      |      |      |      |      |      |      |      |      |      |      |      |      | 1      | 15.º |
| 1989    | JH23B JH24 | Ford Cosworth DFR 3.5 V8       | G    | 40  | Gabriele Tarquini  |      | 8    | Ret  | 6    | 7    | Ret  | Ret  | DNQ  | DNPQ | DNPQ | DNPQ | DNPQ | DNPQ | DNPQ | DNPQ | DNPQ | 1      | 15.º |
| 1989    | JH23B JH24 | Ford Cosworth DFR 3.5 V8       | G    | 41  | Joachim Winkelhock | DNPQ | DNPQ | DNPQ | DNPQ | DNPQ | DNPQ | DNPQ |      |      |      |      |      |      |      |      |      | 1      | 15.º |
| 1989    | JH23B JH24 | Ford Cosworth DFR 3.5 V8       | G    | 41  | Yannick Dalmas     |      |      |      |      |      |      |      | DNPQ | DNPQ | DNPQ | DNPQ | DNPQ | DNPQ | DNPQ | DNPQ | DNPQ | 1      | 15.º |
| 1990    | JH24 JH25  | Ford Cosworth DFR 3.5 V8       | G    |     |                    | USA  | BRA  | SMR  | MON  | CAN  | MEX  | FRA  | GBR  | GER  | HUN  | BEL  | ITA  | POR  | ESP  | JPN  | AUS  | 0      | NC   |
| 1990    | JH24 JH25  | Ford Cosworth DFR 3.5 V8       | G    | 17  | Gabriele Tarquini  | DNPQ | DNPQ | DNPQ | DNPQ | DNPQ | DNPQ | DNQ  | Ret  | DNPQ | 13   | DNQ  | DNQ  | DNQ  | Ret  | DNQ  | Ret  | 0      | NC   |
| 1990    | JH24 JH25  | Ford Cosworth DFR 3.5 V8       | G    | 18  | Yannick Dalmas     | DNPQ | Ret  | DNPQ | DNPQ | DNPQ | DNPQ | 17   | DNPQ | DNQ  | DNQ  | DNQ  | NC   | Ret  | 9    | DNQ  | DNQ  | 0      | NC   |
| 1991    | JH25B JH27 | Ford Cosworth DFR 3.5 V8       | G    |     |                    | USA  | BRA  | SMR  | MON  | CAN  | MEX  | FRA  | GBR  | GER  | HUN  | BEL  | ITA  | POR  | ESP  | JPN  | AUS  | 0      | NC   |
| 1991    | JH25B JH27 | Ford Cosworth DFR 3.5 V8       | G    | 17  | Gabriele Tarquini  | 8    | Ret  | DNQ  | Ret  | DNQ  | DNQ  | DNQ  | DNQ  | DNQ  | DNPQ | DNPQ | DNPQ | DNPQ |      |      |      | 0      | NC   |
| 1991    | JH25B JH27 | Ford Cosworth DFR 3.5 V8       | G    | 17  | Olivier Grouillard |      |      |      |      |      |      |      |      |      |      |      |      |      | DNPQ |      |      | 0      | NC   |
| 1991    | JH25B JH27 | Ford Cosworth DFR 3.5 V8       | G    | 18  | Stefan Johansson   | DNQ  | DNQ  |      |      |      |      |      |      |      |      |      |      |      |      |      |      | 0      | NC   |
| 1991    | JH25B JH27 | Ford Cosworth DFR 3.5 V8       | G    | 18  | Fabrizio Barbazza  |      |      | DNQ  | DNQ  | DNQ  | DNQ  | DNQ  | DNQ  | DNPQ | DNPQ | DNPQ | DNPQ | DNPQ | DNPQ |      |      | 0      | NC   |
| Fuente: |            |                                |      |     |                    |      |      |      |      |      |      |      |      |      |      |      |      |      |      |      |      |        |      |

## Automóviles
| Modelo     | JH21C                | JH22                                    | JH23                                    | JH23B                                   | JH24                                    | JH25                                    | JH25B                                   | JH27                                    |
| Diseño     | Vanderpleyn, Costa   | Vanderpleyn, Costa                      | Vanderpleyn, Costa                      | Vanderpleyn, Costa                      | Galopin                                 | Costa                                   | Costa                                   | Tollentino                              |
| Chasis     | Monocasco de carbono | Monocasco de carbono                    | Monocasco de carbono-kevlar             | Monocasco de carbono-kevlar             | Monocasco de carbono-kevlar             | Monocasco de carbono-kevlar             | Monocasco de carbono-kevlar             | Monocasco de carbono-kevlar             |
| Cambio     | Renault/Hewland      | Renault/Hewland                         | AGS                                     | AGS                                     | AGS L                                   | Hewland/Messier                         | Hewland/Messier                         | Hewland/Messier                         |
| Marchas    | 5/6                  | 5/6                                     | 5/6                                     | 5/6                                     | 6                                       | 6                                       | 6                                       | 6                                       |
| Ignición   | Marelli              | Lucas                                   | Lucas                                   | Cosworth                                | Cosworth                                | Marelli                                 | Cosworth                                | Cosworth                                |
| Frenos     | Disco                | Disco                                   | SEP                                     | SEP                                     | Brembo                                  | Brembo                                  | Brembo                                  | Brembo                                  |
| Peso (kg)  | 560                  | 520                                     | 500                                     |                                         |                                         | 505                                     |                                         | 510                                     |
| Motor      | M. Mod.              | Ford Cosworth V8 DFZ(87-88), DFR(89-91) | Ford Cosworth V8 DFZ(87-88), DFR(89-91) | Ford Cosworth V8 DFZ(87-88), DFR(89-91) | Ford Cosworth V8 DFZ(87-88), DFR(89-91) | Ford Cosworth V8 DFZ(87-88), DFR(89-91) | Ford Cosworth V8 DFZ(87-88), DFR(89-91) | Ford Cosworth V8 DFZ(87-88), DFR(89-91) |
| Neumáticos | Pirelli              | Goodyear                                | Goodyear                                | Goodyear                                | Goodyear                                | Goodyear                                | Goodyear                                | Goodyear                                |